# Суперкубок Литви з футболу 1996
Суперкубок Литви з футболу 1996 — 1-й розіграш турніру. Матч відбувся 8 липня 1996 року між чемпіоном Литви клубом Інкарас-Гріфас та володарем кубка Литви клубом Кареда.
| Володар Суперкубка Литви 1996 |
| ----------------------------- |
|                               |
| Кареда Перший титул           |

## Матч

### Деталі
| 8 липня 1996 |

| Кареда | 2:1 | Інкарас-Гріфас (Каунас) |
| ------ | --- | ----------------------- |
|        |     |                         |

| Міський стадіон, Маріямполе |